# Salvelinus maxillaris
Salvelinus maxillaris är en fiskart som beskrevs av Regan, 1909. Salvelinus maxillaris ingår i släktet Salvelinus och familjen laxfiskar. Inga underarter finns listade i Catalogue of Life.
Denna fisk förekommer endemisk i olika sjöar i norra Skottland, bland annat i Loch Merkland, Loch Clair, Loch Coulin, Loch Maree, Loch Langavat och Loch na Craobhaig. Kanske förställer introducerade främmande fiskar konkurrenter för arten. Några exemplar fångas i samband med fiske. IUCN kategoriserar arten globalt som sårbar.